# Hollywood Party (programma televisivo)
Hollywood Party è stato un programma televisivo di genere varietà comico del 1996, diretto da Marcello Cesena, ideato da Valentina Amurri, i Broncoviz e Stefano Carati e interpretato dai Broncoviz, trasmesso da Raitre il mercoledì sera dal 27 marzo al 12 giugno 1996. La trasmissione era dedicata alla storia del cinema, nel centenario della sua invenzione.

## Produzione
Ogni puntata di Hollywood Party aveva come oggetto un filone cinematografico differente e presentava le parodie delle pellicole maggiormente conosciute rientranti nelle categorie di volta in volta presentate, nonché diverse gag sul tema del cinema.
A precedere ogni puntata vi erano le improbabili pubblicità a diapositive del fantomatico marchio commerciale Novembrini, di volta in volta riferite a un prodotto diverso, nello stile delle pubblicità che precedono la proiezione dei film al cinema. La sigla prevedeva sempre una scena ambientata sul cornicione di un grattacielo, afferente al tema della trasmissione, con Sheila (Carla Signoris) che alla fine immancabilmente precipitava nel vuoto, piombando nello studio della trasmissione. Alla conduzione del programma vi erano infatti i due Bob (Maurizio Crozza) e Sheila, ospiti abusivi della villa di Kevin Costner e qui impegnati ad affrontare le trovate dell'improbabile maggiordomo indiano Javarnanda Malor (Mauro Pirovano), ricalcato sul personaggio di Hrundi V. Bakshi, interpretato da Peter Sellers nel film Hollywood Party, da cui lo show prendeva nome. Il programma era registrato presso il centro di produzione Rai di Napoli.
All'interno della trasmissione venivano presentati dei trailer fittizi di fantomatici film inventati dagli autori come parodia dei film del genere trattato di volta in volta nella puntata, così come parodie di celebri film. Ad esempio nella puntata dedicata ai gangster movie Maurizio Crozza (nella parte di Don Vito Corleone) e Ugo Dighero (nella parte di Amerigo Bonasera) interpretano una parodia della celebre scena iniziale de Il padrino. Altre parodie riguardano poi classici come Indiana Jones (con Marcello Cesena nella parte di Indiana) o Blade Runner (con Marcello Cesena nella parte di Rick Deckard e Maurizio Crozza in quella di Roy Batty).
Le puntate vedevano come ospiti fissi dei personaggi interpretati dai cinque Broncoviz, tra cui: il soprano centroasiatico Irina Skassalkatsaja (interpretata da Marcello Cesena en travesti); il critico cinematografico costantemente impreparato Steve Imparato (Ugo Dighero); il baffuto direttore d'orchestra Empire State McNamara (ancora Dighero); il mago degli effetti speciali Tom Rainer (Maurizio Crozza che "abusava" di uno stralunato Cesena); il miserabile ex-produttore di origine greca Aristotiles Piroskafos (Mauro Pirovano), che aveva rifiutato di produrre film come Nightmare, Superman o Guerre stellari, per produrre al loro posto degli improbabili film di serie B dalle trame grottesche. Mentre attori e altri personaggi celebri comparivano saltuariamente all'interno dei trailer fittizi, come ad esempio avvenne con Massimo Ghini che interpretava James Bond nella puntata dedicata ai film dell'agente 007. Altri ospiti furono Michele Placido in una parodia di Chorus Line e Antonio Bassolino nel ruolo del sindaco di Los Angeles nella puntata dedicata ai film catastrofici.
La sigla di chiusura vedeva Sheila e Bob scappare dopo che Javarnanda Malor aveva annunciato l'imminente arrivo di Kevin Costner (interpretato da Antonello Cossia) assieme a un'ospite femminile (Elisabetta Consolini) con la quale si sarebbe intrattenuto. I due venivano ripresi da una telecamera nascosta mentre si spogliavano.

## Sigla
Sigla finale della trasmissione era il brano Anche tu come Kevin Costner, composto da Paolo Silvestri su testi di Valentina Amurri, Stefano Carati, Marcello Cesena, Maurizio Crozza e Ugo Dighero, il brano è cantato dai Broncoviz.

## Puntate
| Puntata | Tema                        | Ospiti                                   | Prima TV       |
| ------- | --------------------------- | ---------------------------------------- | -------------- |
| 1       | Horror                      | -                                        | 27 marzo 1996  |
| 2       | Musical                     | Michele Placido (segmento A Chorus Line) | 3 aprile 1996  |
| 3       | Gangster movie              | -                                        | 10 aprile 1996 |
| 4       | Fantascienza                | -                                        | 17 aprile 1996 |
| 5       | I film di 007               | Massimo Ghini                            | 24 aprile 1996 |
| 6       | Eroi e supereroi            | -                                        | 1º maggio 1996 |
| 7       | Western                     | -                                        | 8 maggio 1996  |
| 8       | Liz                         | -                                        | 15 maggio 1996 |
| 9       | Cinema d'autore             | -                                        | 22 maggio 1996 |
| 10      | Film di guerra              | -                                        | 29 maggio 1996 |
| 11      | Film catastrofici           | Antonio Bassolino                        | 5 giugno 1996  |
| 12      | The Best of Hollywood Party | -                                        | 12 giugno 1996 |

## Personaggi
- Irina Skassalkatsaja, interpretata da Marcello Cesena
Cantante lirica armena il cui nome era un'evidente storpiatura dell'espressione volgare "scassa il cazzo". Irina aveva i capelli lunghi e rossi, un abito da sera elegante a pezzo unico dalle maniche alla gonna di colore rosso-arancio coperto di brillantini. Caratteristica era la lunghissima collana di perle che portava al collo.
Silenziosa e burbera, ogni volta veniva accolta dal conduttore che si sforzava di sembrare emozionato nell'averla come ospite e di rivolgerle domande lusinghiere, ma inutilmente, dato che l'intervistata non rispondeva. Tuttavia, al momento dell'esibizione, Irina non si rivelava un grande talento, ostinandosi a vocalizzare i temi strumentali di celebri colonne sonore, creando la noia più totale e il fastidio dei conduttori. Dopo un discreto tempo di esibizione, i conduttori, per costringerla a porre fine all'esibizione canora, utilizzavano metodi definitivi cartoonistici, quali il legarla a un cavallo o a un razzo in partenza.
Nel 2003 Marcello Cesena ha riproposto il personaggio nella trasmissione Cocktail d'amore di Rai 2, e nel 2008 nel programma della Gialappa's Band Mai dire Martedì su Italia 1.
- Aristotile Piroskafos, interpretato da Mauro Pirovano
Produttore di origine greca. Veniva sempre introdotto con una frase-chiave di Bob che diceva, parlando di film come Superman o Il Cacciatore, che furono proposti a "un produttore che li rifiutò, giudicandoli un pessimo affare", venendo seguito subito da Sheila che definiva Piroskafos come "una grandissima testa di..." venendo puntualmente interrotta da Bob. Un altro tormentone era quando Sheila ricordava a Piroskafos dei particolari abbastanza imbarazzanti citati dall'ex moglie nella richiesta di divorzio. Appena finito, Piroskafos chiedeva "E questo cosa c'entra?" e Sheila "Ma niente, ci faceva piacere menargliela!".
Piroskafos abitava in un monolocale fatiscente al pianterreno, circondato da varie bobine di film e ogni volta che Bob gli ricordava quale film Piroskafos aveva prodotto al posto del futuro film di successo, quest'ultimo minacciava di suicidarsi in vari modi (ad esempio ingurgitando delle mentine spacciandole per barbiturici o impiccandosi al soffitto), fallendo puntualmente nell'intento. Piroskafos aveva i capelli grigi e una lunga vestaglia di flanella dai colori sbiaditi. Sotto, portava un semplice pigiama.
- Steve Imparato, interpretato da Ugo Dighero.
Critico cinematografico del Washington Post, era invitato nel programma per esprimere il proprio giudizio verso i vari generi, facendo delle costanti figuracce perché non sapeva mai di cosa si stava parlando, trovando sempre delle scuse come fingere vari malori. Aveva l'abitudine di chiamare Bob "professoressa" e anche lui aveva un suo tormentone: a un certo punto faceva una domanda a Bob, e dopo che quest'ultimo aveva risposto esordiva con un "Ma porca puttana!". Nonostante la sua costante impreparazione, Bob cercava sempre di difenderlo spacciando le banalità che diceva come argomenti di elevato spessore culturale.
- Tom Rainer, interpretato da Maurizio Crozza, e Skreek Line, interpretato da Marcello Cesena.
Tom Rainer era il mago degli effetti speciali di Hollywood che realizzava make-up con metodi che rasentavano la tortura. Si presentava come un uomo dalla barba rossa e un abbigliamento simile a quello di un chirurgo che si apprestava a operare. La sua vittima era l'attore Skreek Line, che si "offriva" per aiutarlo (in realtà era legato con un sacco della spazzatura a una sedia). Con lui, Tom Rainer spiegava per esempio come trasformare un uomo in un licantropo o come invecchiarlo rapidamente. Il "trucco" iniziava ogni volta con le fasi 1 e 2, ovvero far suonare una tromba da stadio a distanza molto ravvicinata seguito da una martellata in testa e poi continuava in modo sempre più crudele.
Nel 2006 Crozza e Cesena hanno riproposto lo sketch cambiando però la situazione: Crozza questa volta impersonava Alan Friedman e insegnava come risparmiare, mentre al povero Cesena (di nuovo nei panni di Skreek) toccava il ruolo del risparmiatore, venendo nuovamente torturato e vessato da Crozza.
- Valantain, interpretato da Marcello Cesena.
 Apparso solo nella puntata dedicata a una parodia di Liz Taylor, Valantain era uno stilista di moda il cui nome era chiaramente un riferimento a Valentino. Per Liz aveva confezionato i suoi capi più pregiati. Inventore (a suo dire) dei blue jeans e della sblàssavra (la sciarpa), Valantain invece di parlare dei vestiti di Liz si perdeva su dei particolari molto intimi dell'attrice.